# Archiprezbiterat El Marquesado
Archiprezbiterat El Marquesado – jeden z 5 archiprezbiteratów diecezji Guadix w Hiszpanii. 
Według stanu na lipiec 2016 w jego skład wchodziło 12 parafii. 

## Lista parafii
Źródło:
| Lp. | Miejscowość                | Parafia                                       | Grafika | Kościół                                                                    | Adres                                                       |
| --- | -------------------------- | --------------------------------------------- | ------- | -------------------------------------------------------------------------- | ----------------------------------------------------------- |
| 1   | Albuñán                    | Parafia Zwiastowania Najświętszej Maryi Panny |         | Kościół Zwiastowania Najświętszej Maryi Panny w Albuñán                    | Plaza de la Iglesia s/n Albuñán                             |
| 2   | Aldeire                    | Parafia Zwiastowania Najświętszej Maryi Panny |         | Kościół Zwiastowania Najświętszej Maryi Panny w Aldeire                    | Plaza García Lorca 1 Aldeire                                |
| 3   | Alquife                    | Parafia Zwiastowania Najświętszej Maryi Panny |         | Kościół Zwiastowania Najświętszej Maryi Panny w Alquife                    | Calle Lepanto s/n Alquife                                   |
| 4   | Charches-Valle del Zalabí  | Parafia Zwiastowania Najświętszej Maryi Panny |         | Kościół Zwiastowania Najświętszej Maryi Panny w Charches-Valle del Zalabí  | Calle Agua 25 Charches-Valle del Zalabí                     |
| 5   | Dólar                      | Parafia Zwiastowania Najświętszej Maryi Panny |         | Kościół Zwiastowania Najświętszej Maryi Panny w Dólar                      | Calle Escuelas 5 Dólar                                      |
| 6   | Exfiliana-Valle del Zalabí | Parafia Zwiastowania Najświętszej Maryi Panny |         | Kościół Zwiastowania Najświętszej Maryi Panny w Exfiliana-Valle del Zalabí | Plaza de los Santos Mártires s/n Exfiliana-Valle del Zalabí |
| 7   | Ferreira                   | Parafia Zwiastowania Najświętszej Maryi Panny |         | Kościół Zwiastowania Najświętszej Maryi Panny w Ferreira                   | Plaza de la Iglesia s/n Ferreira                            |
| 8   | Huéneja                    | Parafia Zwiastowania Najświętszej Maryi Panny |         | Kościół Zwiastowania Najświętszej Maryi Panny w Huéneja                    | Plaza San Francisco Serrano Huéneja                         |
| 9   | Jérez del Marquesado       | Parafia Zwiastowania Najświętszej Maryi Panny |         | Kościół Zwiastowania Najświętszej Maryi Panny w Jérez del Marquesado       | Calle San Antonio 2 Jérez del Marquesado                    |
| 10  | La Calahorra               | Parafia Zwiastowania Najświętszej Maryi Panny |         | Kościół Zwiastowania Najświętszej Maryi Panny w La Calahorra               | Plaza de la Iglesia s/n La Calahorra                        |
| 11  | La Huertezuela             | Parafia św. Jana Obrero                       |         | Kościół św. Jana Obrero w La Huertezuela                                   | Calle Los Morenos s/n La Huertezuela                        |
| 12  | Lanteira                   | Parafia Zwiastowania Najświętszej Maryi Panny |         | Kościół Zwiastowania Najświętszej Maryi Panny w Lanteira                   | Plaza de la Constitución s/n Lanteira                       |